# Рорі Ґіббс
Рорі Ґіббс (3 квітня 1994 , Нікосія ) — британський веслувальник, олімпійський чемпіон 2024 року, чемпіон світу та Європи.

## Виступи на Олімпіадах
| Олімпіада  | Дисципліна | Місце |
| ---------- | ---------- | ----- |
| Токіо 2020 | четвірки   | 4     |
| Париж 2024 | вісімки    | 1     |

## Зовнішні посилання
- Рорі Ґіббс на сайті World Rowing (англійська)
- Рорі Ґіббс на сайті Olympics.com (англійська)
- Рорі Ґіббс на сайті Olympedia (англійська)
- Рорі Ґіббс на сайті British Olympic Association (англійська)